# Гран-при Сараево
Гран-при Сараево (англ. Sarajevo Grand Prix) — шоссейная однодневная велогонка, проходившая по территории Боснии и Герцеговины в 2014—2015 годах.

## История
Презентации гонки, организаторами и партнёрами которой в том числе выступили Amaury Sport Organisation и Тур де Франс, прошла в ноябре 2013 года с участием директора Тур де Франс Кристиана Прюдомма, посла Франции в БиГ Ролана Жиля, мэра Сараево Иво Комсича и президент Федерации велоспорта БиГ Златко Бербича. Она сразу вошла в календарь Европейского тура UCI, получив категорию 1.2.
Созданная гонка была приурочена к столетию начала Первой мировой войны, формальным поводом которой послужило убийство эрцгерцога Австрии Франца Фердинанда в Сараево 28 июня 1914 года, когда в тот же в день стартовал и Тур де Франс 1914. А также к 30-летию зимних Олимпийских игр 1984 в прошедших так же в Сараево.
В 2014 году гонка прошла 22 июня. Её почётными гостями выступили Кристиан Прюдомм, Жан-Этьен Амори и несколько бывших победителей Тура: Стивен Роуч, Йоп Зетемельк и Бернар Тевене. Гонщики стартовали в Источно-Сараево и в компании нескольких тысяч любителей проехали 12-километровый круг до Сараево где состоялся уже реальный старт гонки. Затем пелотон проследовал по маршруту пересекавшему бывшие линии фронта Боснийской войны: Високо — Киселяк — Ходжичи — подъём на гору Игман (место операции «Лукавац 93») до Сараево где предстояло преодолеть несколько финишных кругов.
На следующий, 2015, год гонка прошла 14 июня в аналогичном формате. Сначала состоялся совместный старт с любителями. А затем гонщики преодолели дистанцию по маршруту Источно-Сараево — Вогошча — Илияш — Високо — Какань — Лашва — Бусовача — Киселяк — Илиджа — Сараево.
В последующие года гонка не проводилась.

## Призёры
| Год  | Победитель       | Второй               | Третий            |
| ---- | ---------------- | -------------------- | ----------------- |
| 2014 | Матей Марин      | Кристиан Деле Стелле | Андреа Вакчер     |
| 2015 | Гашпер Катрашник | Сергей Белых         | Стефан Стефанович |